# Sexcetera
Sexcetera was een Amerikaans reportagemagazine gericht op de seksbeleving van de mens. Het werd geproduceerd door Playboy TV.
Het programma liep van 1998 tot en met 2005

## Presentatoren
- Valerie Baber
- Susannah Breslin
- Hoyt Christopher
- Ralph Garman
- Frank Gianotti
- Lauren Hays
- Asante Jones
- Andrea Lowell
- Kira Reed
- Gretchen Massey
- Scott Potasnik
- Sam Phillips